# W 80 dni dookoła świata (film 1988)
W 80 dni dookoła świata (ang. Around the World in 80 Days) – australijski film animowany z 1988 roku wyprodukowany przez Burbank Films Australia. Animowana adaptacja powieści o tej samej nazwie.

## Wersja polska
W Polsce film został wydany na VHS i DVD.

### VHS
Wersja wydana na VHS. Dystrybucja: Starcut Film.

### DVD
Wersja wydana w serii Najpiękniejsze baśnie i legendy na DVD z angielskim dubbingiem i polskim lektorem.
- Dystrybucja: Vision